# Agylla perpensa
Agylla perpensa är en fjärilsart som beskrevs av William Schaus 1894. Agylla perpensa ingår i släktet Agylla och familjen björnspinnare. Inga underarter finns listade i Catalogue of Life.